# Lanskeri (ö i Egentliga Finland, lat 60,57, long 21,17)
Lanskeri är en ö i Finland. Den ligger i Skärgårdshavet och i kommunen Gustavs i landskapet Egentliga Finland, i den sydvästra delen av landet. Ön ligger omkring 62 kilometer väster om Åbo och omkring 210 kilometer väster om Helsingfors.
Öns area är 1,49 kvadratkilometer och dess största längd är 2,6 kilometer i nord-sydlig riktning. Ön höjer sig omkring 10 meter över havsytan.